# Станотас, Георгиос
Георгиос Станотас (греч.  Γεώργιος Στανωτάς  1888, Кастаница Аркадия — 1965, Афины) — греческий кавалерийский офицер, участник Балканских войн, Первой мировой войны и Малоазийского похода греческой армии.
В звании генерал-майора и командуя кавалерийской дивизией, отличился и отмечен историографией в годы Второй мировой войны.

## Молодость
Георгиос Станотас родился в селе Кастаница горной Аркадии в 1888 году.
Учился в афинской «Школе Варвакиса», построенной на деньги завещанные греческим моряком и российским дворянином Варвакисом.
Однако, воодушевлённый бойцами Борьбы за Македонию и офицерским движением 1909 года, вскоре бросил «Школу» и 6 декабря 1909 года вступил рядовым всадником во 2-й кавалерийский полк. Описывается сослуживцами высоким, красивым и способным кавалеристом.

## Военная карьера

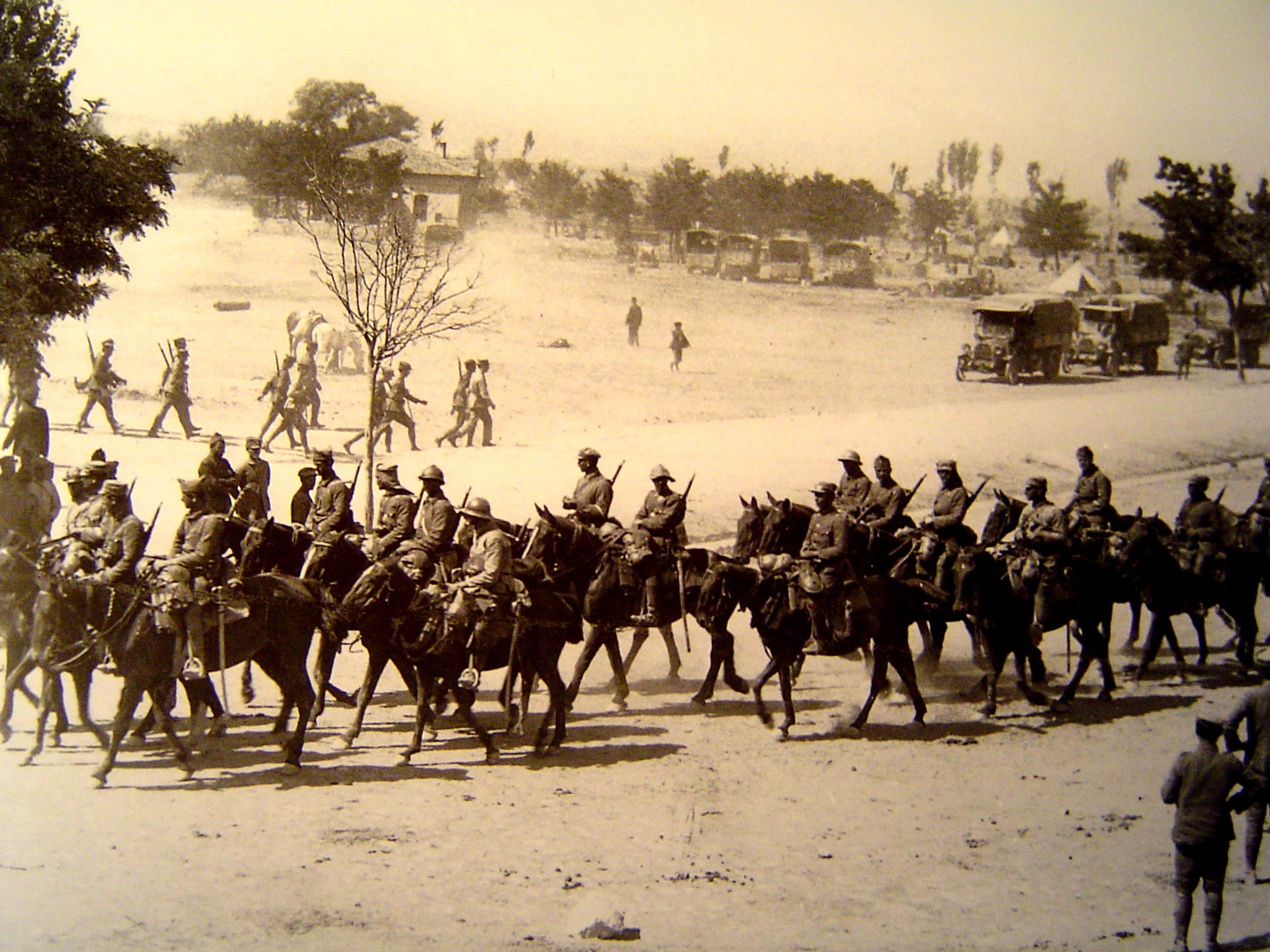
Греческая кавалерия в Эски-Шехире после победного сражения при Афьонкарахисаре.

Станотас быстро продвинулся по службе:
1 мая 1910 года в капралы, 1 декабря 1910 в сержанты, 1 декабря 1911 года в старшие сержанты.
Принял участие в Балканских войнах 1912—1913 годов.
За проявленное мужество в боях против турок и болгар, был награждён серебряным крестом Ордена Спасителя.
В феврале 1914 года был отправлен учиться в школу унтер-офицеров.
В звании младшего лейтенанта, в марте 1914 года, был отправлен в эскадрон при штабе дивизии Архипелага.
Повышен в звание лейтенанта в июне 1916 года.
В декабре 1917 года был повышен в звание капитана и отправлен в 1-й кавалерийский полк.
В августе 1918 года был переведен в Салоники.
В январе 1919 года был переведен в кавалерийский эскадрон при дивизии Архипелага.
За участие в Первой мировой войне получил Медаль Победы и был вновь награждён серебряным крестом Ордена Спасителя.
В период 1919—1922 принял участие в Малоазийском походе греческой армии.
В июле 1919 года за бои при Пергаме был награждён Военным крестом 3-й степени.
В январе 1920 года был переведён в 3-й кавалерийский полк и принял командование 4-м эскадроном.
В марте 1921 года был награждён Золотым орденом за мужество.
Повышен в звание майора кавалерии в 1923 году.
В 1927 году был назначен начальником штаба кавалерийской дивизии в городе Лариса.
В октябре того же года принял командование кавалерийской школой.
В 1929 году был назначен командиром 3-го кавалерийского полка и в 1930 году был повышен в звание полковника.
В 1932 году принял командование кавалерийской бригадой.
В 1938 году был повышен в звание генерал-майора и принял командование кавалерийской дивизией в македонской столице, городе Фессалоники.

## Вторая мировая война

### Бои против итальянской армии
Дивизия Станοтаса оставалась исключительно кавалерийской, поскольку заказанные и оплаченные танки были реквизированы в Англии и Франции, перед надвигающейся войной.
Дивизия располагала пулемётами, миномётами и 75 мм орудиями, но не располагала противотанковыми ружьями.
28 октября 1940 года первый удар итальянской армии (7 дивизий, 100 тысяч человек) на греко-албанской границе приняли 8-я и 9-я пехотные дивизии, 4-я пехотная бригада и «отдельный отряд Пинда», под командование полковника Давакиса (30 тысяч человек) ":85.
Пройдя 300 км до линии фронта и без существенной подготовки, дивизия Станотаса вступила в бой с частями альпийской дивизии «Джулия» 3 ноября.
6 ноября дивизия перешла под командование 2-го корпуса армии, который приказал Станотасу взять село Дистрато. Село было взято, большое число итальянцев было взято в плен в бою. Кроме этого в плен попал итальянский госпиталь с 200 раненными.
9 ноября итальянцы атаковали высоту Клефтис, но были отбиты оставив на поле боя знамя ΙΙΙ/9 батальона альпинистов.
10 ноября части дивизии атаковали колонну 8-го полка альпинистов и после 7-часового боя разгромили её, взяв в плен 12 офицеров и 700 рядовых, а также архив и денежную кассу «Джулии». 300 итальянцев было убито.
11 ноября 9-й полк итальянских альпинистов занял позиции на перевале Христовасили, но был опрокинут частями дивизии Станотаса, которые преследовали итальянцев к западу.
13 ноября части дивизии Станотаса вступили в бой с 9-м полком альпинистов и 139-м полком дивизии «Бари» и 16 ноября дивизия освободила город Коница.
22 ноября дивизия вышла к государственной границе.
На тот момент дивизия насчитывала 7 тысяч человек.
С 27 ноября дивизия наступала к албанскому городу Премети.
3 декабря Станотас взял Премети и 250 пленных.
8 декабря дивизия Станотаса взяла высоту 1150 в горах Мали Бондарит, что историография считает завершением Сражения на Пинде.
Генерал Станотас отмеживался от дифирамбов греческой прессы и уступал честь победы жителям Эпира, «героизм которых он не забудет никогда».
9 декабря дивизия была отозвана в распоряжении генштаба и расположилась северо-западнее Премети.

### Бои против немецкой армии
27 февраля дивизия была передислоцирована в район города Корча, в распоряжение группы дивизий Западной Македонии генерал-лейтенанта Цолакоглу.
В ожидании возможного вмешательства Германии, через намеревавшуюся присоединиться к Тройственному пакту Югославию, дивизия заняла линию обороны на албано-югославской границе.
Неудачное Итальянское весеннее наступление, а также вырисовывавшаяся опасность занятия греческой армией порта Авлона, вынудили Гитлеровскую Германию вмешаться. Немецкое вторжение, из союзной немцам Болгарии, началось 6 апреля 1941 года. Немцы не смогли сходу прорвать линию греческой обороны на греко-болгарской границе, но прошли к македонской столице, городу Фессалоники, через территорию Югославии. Группа дивизий Восточной Македонии была отсечена от основных сил армии, сражавшихся в Албании.
С началом немецкого вторжения 6 апреля и полного разложения югославской армии на юге Югославии, дивизия Станотаса получила приказ создать линию обοроны от озера Преспа до города Аминдео.
Одновременно, дивизия передала 21-й пехотный полк, находившийся в её распоряжении, на вторую линию обороны, 6-й австралийской дивизии.
Несмотря на свои многочасовые переходы, в снежную погоду, дивизия не успела подойти к городу Флорина. Флорина была занята 10 апреля, вышедшей к нему из соседнего югославского города Битола,  1-й дивизией СС «Адольф Гитлер», насчитывавшей 9 тысяч человек под командованием генерала Дитриха.
Дивизия Станотаса расположилась в предгорьях вокруг Флорины
Heinz Richter, в своей книге «Итало-германское нападение на Грецию», пишет, что генерал Уилсон, Генри Мейтленд приказал 9 апреля отход свой сил, оправдываясь тем что: «…Кавалерийская дивизия расположилась на огромной площади и между ней и греческими силами в Албании располагались только патрули».
Немецкие части вошли в контакт с Кавалерийской дивизией уже с первого дня, 10 апреля.
Вечером и при поддержке артиллерии, они вновь попытались прорвать линию обороны, но после 3-х часового боя отошли.
11 апреля 73-я моторизированная немецкая дивизия выдвинулась из Флорины к западу,
но была остановлена огнём спешившихся кавалеристов и артиллерии Кавалерийской дивизии.
Не имея возможности использовать танки, немцы отошли.
Отступающие немцы преследовались кавалеристами дивизии Станотаса.
Heinz Richter пишет: «…Авангард элитной дивизии SS Адольф Гитлер попытался наступать через горный проход Писодери, но был отбит частями греческой Кавалерийской дивизии..» ". .
Успех дивизии Станотаса не позволил немцам отсечь 11 апреля греческие силы в Албании, от союзных британских сил на второй линии обороны.
В ночь 11/12 апреля генштаб приказал отход греческих сил из Албании. Кавалерийской дивизии было приказано удерживать свои позиции, чтобы дать возможность отойти ΧΙΙΙ, ΙΧ и Χ дивизии.
Станотас приказал своему 1-у полку действовать наступательно и взять под контроль дорогу Флорина -Писодери.
Немецкая сторона признаёт успехи греческих кавалеристов: «12 апреля был самым решительным днём операции… Греческая Кавалерийская дивизия, которая защищала линию от Преспы до Клисуры, оборонялась с таким упорством, что проход в Писодери пал только 14 апреля…».
В ночь 12/13 союзники начали свой отход, но как пишет в своей книге Richter: «командир греческой Кавалерийской дивизии не был извещён о приказе отхода австралийскому батальону на правом фланге 21-й бригады».
В «Истории Греко-итальянской и Греко-германской войн», изданной греческим генштабом пишется, что приказ генерала Уилсона начать отход к Феромилам был поспешным, поскольку экспедиционный корпус ANZAC ещё не вошёл в серьёзный контакт с немцами, в то время как греческие силы сохраняли свои позиции. С другой стороны благодаря этому шагу Уилсону удалось спасти бо́льшую часть экспедиционного корпуса.
14 апреля частям дивизии SS удалось сломить героическое сопротивление ΧΧ пехотной дивизии и занять перевал Клисура.
Станотас ускорил отход своей дивизии и попытался прикрыть проход Фотини, восточнее озера Кастория. Но уже утром 15 апреля моторизированные части авангарда дивизии SS вступили в долину Кастории.
Кавалерийской дивизии было приказано выделить части, чтобы прикрыть проход на северном берегу озера.
Станотас оценив бездействие 73-й немецкой дивизии срочно перебросил части кавалеристов и артиллерии к предгорию Вици.
Столкновения произошли южнее озера и западнее города Аргос Орестикон.
Станотас отрезанный от группы дивизий Западной Македонии согласовал с командиром ΧΙΙΙ дивизии, что он принимает оборону севернее озера, а ΧΙΙΙ дивизия южнее.
На проходе Фотини части Кавалерийской дивизии, в течение всего дня, отражали атаки немецкой пехоты и танков.
Но несмотря на мужественное сопротивление солдат ΧΙΙΙ дивизии немцы взяли город вечером, обойдя озеро с юга.
Развитие событий и потеря единственной дороги Аргос Орестико — Неаполис, вынудили Кавлерийскую дивизию, как и все силы группы дивизий Западной Македонии, отойти к Пинду.
16 апреля генштаб принял решение установить линию обороны, вместе с британским корпусом, у Фермопил.
17 апреля Кавалерийская дивизия начала своё движение к Мецово.
20 апреля Станотас узнал, что его непосредственный командир, командующий группой дивизий Западной Македонии, ведёт переговоры о подписании «почётной капитуляции», но только перед немцами.
23 апреля и после жалоб Муссолини Гитлеру, Цолакоглу подписал окончательную версию капитуляции, на этот раз и перед итальянцами.
24/25 апреля Кавалерийская бригада в порядке прибыла в Отовуни, у города Каламбака.
Станотас разбил личный состав на группы, по принципу географического происхождения, и, снабдив их продовольствием, предоставил им временные отпуска.
Дивизия была распущена, не потерпев ни одного поражения на поле боя.

### Ближний Восток и Гражданская война
По возвращении в Афины генерал Станотас отказался сотрудничать с правительством квислингов.
В начале тройной, германо-итало-болгарской, оккупации страны генерал занялся написанием деятельности своей Кавалерийской дивизии.
В феврале 1943 года он выбрался морем на Ближний Восток. Месяц отлежал в госпитале.
В июне 1943 года был назначен инспектором греческих гарнизонов в Палестине.
6 июня был демобилизован, в звании генерал-лейтенанта.
После освобождения Греции был отозван в армию в январе 1945 года.
В апреле 1947 года, в разгар Гражданской войны, был назначен военным комендантом Пелопоннеса, возглавив все части жандармерии на полуострове.
Был демобилизован в марте 1948 года

## Награды
- Рыцарь серебряного креста Ордена Спасителя (Балканские войны)
- Памятная медаль кампании 1912-13 (март 1914)
- Рыцарь серебряного креста Ордена Спасителя (март 1919)
- Медаль за военные заслуги 4-й степени (июль 1919)
- Военный крест 3-й степени (июль 1919)
- Военный крест 2-й степени (дважды — сентябрь 1920 и март 1941)
- Золотой орден за мужество (март 1921 года)
- Медаль Победы (1921)
- Орден Феникса (Греция) (командор) (1936)
- Медаль за военные заслуги 3-й степени
- Офицер золотого креста  Королевского ордена Георга I

## Семья
Генерал Георгиос Станотас был женат на Аристее Толиопулу из Ларисы и имел двух детей, Стаматиса (1925) и Марию (1927).
После окончательной демобилизации занялся производством и торговлей изделий из пластмассы.
Генерал-лейтенант Георгиос Станотас умер 25 сентября 1965 года.